# Château de Vauvry
Le château de Vaulvry est situé sur la commune de Ciel en Saône-et-Loire, en terrain plat.

## Description
Bâtie au XIIIe siècle sur une motte presque circulaire qu'entouraient des fossés encore en partie visibles, la maison forte comporte au nord, flanquant l'emplacement d'un ancien portail, une haute tour rectangulaire en brique, couverte d'un toit d'ardoise en pavillon. Cette tour renferme un sous-sol auquel on accède par une porte dont l'arc à peine brisé est formé de claveaux alternés de pierre et de brique, un rez-de-chaussée surélevé pourvu d'une porte de même type, desservie par un escalier de pierre extérieur, et deux étages carrés couverts de plafonds à poutres apparentes, qu'éclairent de grandes baies à meneau et croisillon de pierre aujourd'hui obturées et de petites fenêtres rectangulaires. Un escalier de bois tournant assure la liaison entre les différents niveaux. Le corps de logis construit en retour d'équerre comporte un étage de comble sous un toit à croupes percé de lucarnes à hauts frontons de pierre. Un bandeau règne avec le sol de l'étage, lequel est relié à la tour à son extrémité nord par un passage extérieur couvert en bois aménagé en surplomb dans l'angle formé par les deux bâtiments.
Au sud, près de l'entrée principale de la cour, se trouve la chapelle. Construite en brique, elle consiste en un petit édifice de plan rectangulaire percé d'une porte à arc légèrement brisé dont l'ébrasement est formé de deux ressauts. Elle est édifiée sur une crypte voûtée. Les murs en sont ceinturés, au niveau du sol du comble, par une ligne de corbeaux de pierre.
Le château, propriété privée, ne se visite pas.

## Historique
Origines

Armes des Chalon-Arlay

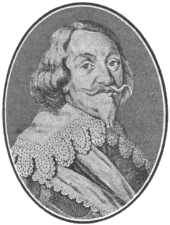
Matthias Gallas

- début XIIIe siècle : la seigneurie de Vauvry est démembrée de celle de Verdun-sur-le-Doubs au profit de Hugues, fils de Guy V de Verdun
- fin XIIIe siècle : le fief appartient à Henri, Jean et Isabelle de Vauvry

Famille de Vienne
- XIVe siècle : Vauvry passe à la famille de Vienne, branche des seigneurs de Mirebel

Familles de Rye et de Rougemont
- début XVe siècle : à l'extinction de la famille précédente, Vauvry est partagé entre les familles de Rye et de Rougemont

Maison de Chalon-Arlay
- 1422 : Jean de Rye vend sa part à Louis de Chalon, prince d'Orange

Famille de Goux
- 1465 : Guillaume de Chalon, prince d'Orange cède la part des Chalon-Arlay à Pierre de Goux, chancelier de Bourgogne
- fin du XVe siècle : Jean de Goux, fils du précédent, hérite de cette part; il relève le nom et les armes d'un parent du côté maternel et porte désormais le nom de Rupt

Famille Bouton
- 1532 : les fils de Jean de Rupt abandonnent le domaine à Louise de Rochefort, veuve d'Antoine Bouton dont la famille va réunir la seigneurie (y compris la part des Rougemont), bientôt érigée en baronnie; suivent:
  - Adrian Bouton, seigneur de Vauvry, fils des précédents, qui épouse Antoinette de Cissey
  - Christophe Bouton, seigneur de Vauvry, fils des précédents, qui épouse Dorothée de Poitiers
  - Pierre Bouton, seigneur de Vauvry, second fils des précédents, qui épouse Jeanne Leubert
  - Françoise Bouton, dame de Vauvry, fille des précédents,qui épouse Nicolas de Gand, coseigneur de Gergy
- 1636 : le château est en partie brûlé par les troupes de Gallas

Famille Thyard de Bissy
- 1658 : à la mort de Françoise Bouton, le domaine échoit à ses cousins, les Thyard de Bissy
- seconde moitié du XVIIe siècle : le château est reconstruit, sans doute par Claude de Thyard, marquis de Bissy
- 1701 : Jacques de Thyard, lieutenant-général des armées du roi, hérite des biens de son père
- 1744 : Anne-Claude de Thyard, fils du précédent, lui succède
- 1810 : à la mort de Claude de Thyard, cousin du précédent, son fils, le général Auxonne-Marie-Théodose de Thyard, comte de Bissy, et dernier représentant de cette famille, lui succède

Époque plus récente
- XIXe siècle : M. Nivière, trésorier-payeur général du Rhône, acquiert Vauvry du général; le domaine passe ensuite à la famille de Maistre
- 1954 : M. Cahuet, exploitant agricole, est propriétaire du château
- 1976 : l'aile ouest est détruite par un incendie

### Armoiries
- Vienne : De gueules, à l’aigle d’or, armée d’azur
- Rye :  D’azur, à l’aigle d’or
- Rougemont : D’or, à l’aigle de gueules, becquée, membrée et couronnée d’azur
- Bouton : De gueules à la fasce d'or
- Thyard: D’or, à trois écrevisses de gueules